# Sylvain Eugène Raynal

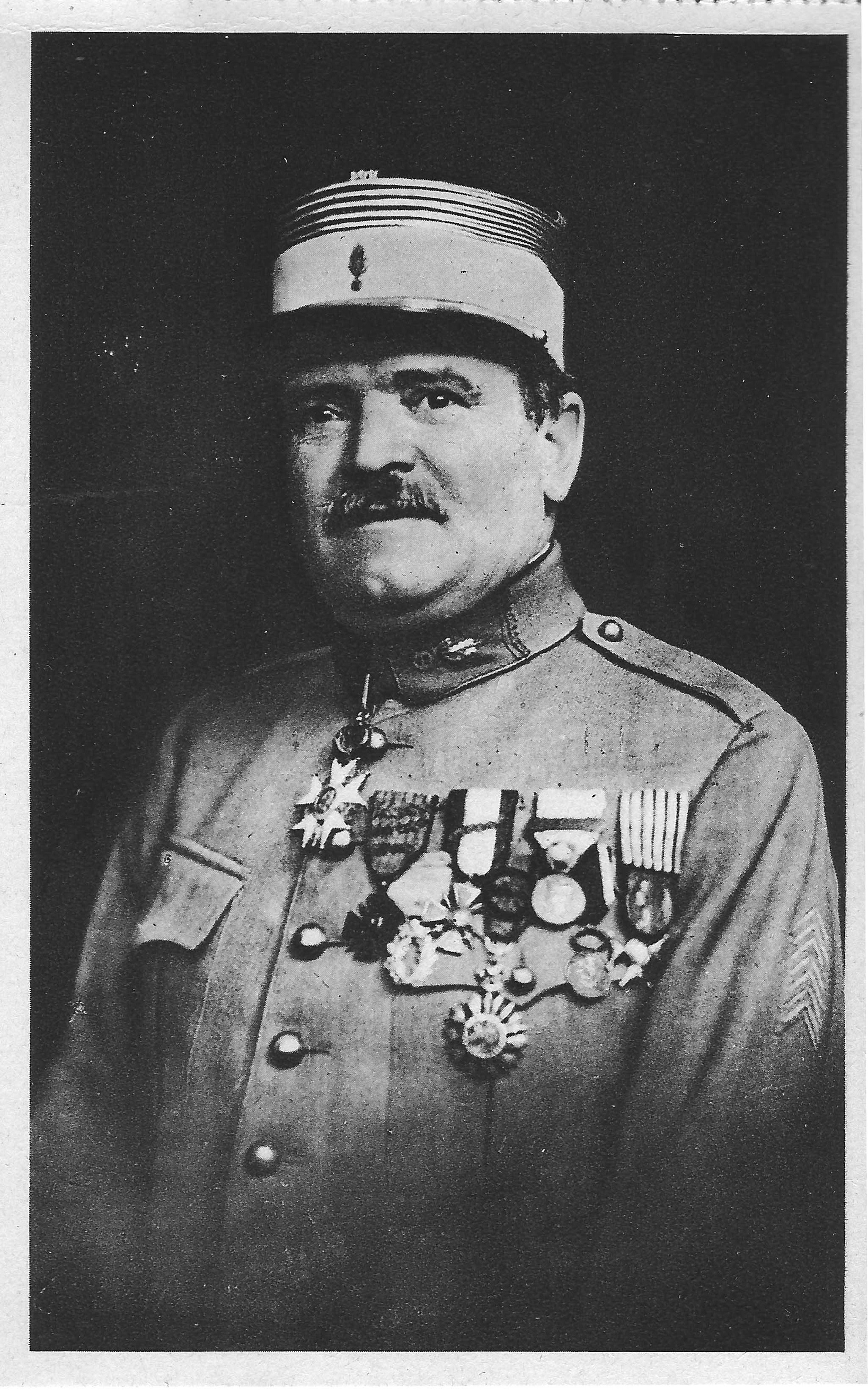
Sylvain Eugène Raynal

Sylvain Eugène Raynal (* 3. März 1867 in Bordeaux; † 13. Januar 1939 in Boulogne-Billancourt) war ein französischer Offizier. In der Schlacht um Verdun hielt er 1916 zusammen mit knapp 500 Mann das Fort de Vaux monatelang gegen zahlenmäßig weit überlegene deutsche Kräfte und kapitulierte erst, nachdem der Kampf aufgrund Wassermangels aussichtslos geworden war. Nach dem Krieg wurde er Stadtkommandant von Mainz und trat 1926 als Oberst in den Ruhestand.

## Erziehung und militärische Laufbahn
Sylvain Eugène Raynal wurde in einer protestantischen bordelaiser Handwerkerfamilie geboren. Seine Schulzeit verbrachte er in Saint-Maixent und am Gymnasium von Angoulême. Danach schlug er die militärische Laufbahn ein und lernte das Garnisons- und Soldatenleben kennen. Nach dem Besuch der höheren Militärschule diente er unter General Adolphe Guillaumat.
Für Raynal begann der Erste Weltkrieg an der Spitze des 7. Regiments algerischer Schützen (7e régiment de tirailleurs algériens; siehe: Turkos). Im September 1914 wurde er während der Marneschlacht durch ein Maschinengewehrgeschoss an der Schulter verletzt. Im Dezember wurde er noch schwerer verletzt, als sein Befehlsposten einen Volltreffer durch eine Granate erhielt. Nach zehn Monaten Lazarettaufenthalt wurde Raynal am 1. Oktober 1915 an die Front zurückversetzt, um erneut einige Tage später am Bein durch ein Schrapnell verletzt zu werden, was ihm die Verleihung des Offizierkreuzes der Ehrenlegion einbrachte. Der Krieg schien für ihn Anfang 1916 beendet – er konnte nur unter Schwierigkeiten gehen – als das Kriegsministerium den noch Genesenden rief.

## Schlacht um Verdun
Das Kriegsministerium kündigte an, dass diejenigen Offiziere, welche in erster Linie wegen ihrer Verletzungen dienstunfähig waren, zu Festungskommandanten ernannt werden könnten. Raynal verlangte, in der Schlacht um Verdun dienen zu können, wo die Deutschen am 21. Februar 1916 einen Angriff auf die französischen Stellungen begonnen hatten. Raynal wurde als Kommandant des Fort de Vaux befohlen. Das Fort wurde – anders als Fort Douaumont – nicht von den französischen Truppen geräumt, sondern nahm aktiv am Kampfgeschehen teil. Die monatelangen erbitterten Kämpfe vor Verdun gelten bis heute als Symbol für die Sinnlosigkeit von Stellungskriegen, werden aber auch als Mahnung für die Notwendigkeit der deutsch-französischen Aussöhnung betrachtet.
Einen Durchbruch konnten beide Seiten nicht erzielen. Das Fort Vaux wurde schließlich durch deutsche Truppen erstürmt, wobei sich ein tagelanger zermürbender Kampf in den Gängen und Kasematten des Forts entwickelte. Als schließlich der französische Wasservorrat zur Neige ging, da die Zisterne des Forts durch den wochenlangen Artilleriebeschuss undicht geworden war und die Mannration Wasser auf deutlich unter einen halben Liter pro Tag gesunken war, kapitulierte Raynal. Raynal bat zuvor mehrmals mittels Brieftauben (Matrikelnummer 787-15) um Entsatz; seine letzte Taube erreichte mit seiner Nachricht ihr Ziel und verstarb kurz danach an den Folgen einer Gasvergiftung. Durch den Durst zur Aufgabe gezwungen, kapitulierten die Truppen unter Major Raynal am 7. Juni 1916 vor Teilen der deutschen Infanterieregimenter 53 und 58. Kennzeichnend für die totale Erschöpfung der Verteidiger ist der Irrtum Raynals in der Kapitulationsurkunde, bei dem er fälschlicherweise das Datum mit „le sept mai“ (7. Mai) angab. Raynal gilt in Frankreich und insbesondere in Bordeaux bis heute als Held.
Unmittelbar nach der Kapitulation empfing der Kommandeur der 50. Infanterie-Division, General George von Engelbrechten, Raynal und lobte ihn für seine Tapferkeit. Am Tag darauf, dem 8. Juni, wurde Raynal von Kronprinz Wilhelm, dem Befehlshaber der 5. Armee im Hauptquartier, dem Château des Tilleuls in Stenay, mit einer "ritterlichen Geste" geehrt. Er überreichte dem Gefangenen den Degen eines anderen französischen Offiziers, weil Raynal seinen eigenen im Kampfgeschehen verloren hatte. Wilhelm zeigte sich von der "bewundernswerten Verteidigung" beeindruckt und informierte Raynal darüber, dass er in seinem Heimatland einen der höchsten Orden der Légion d'Honneur zuerkannt bekommen hatte. Raynal bedankte sich mit der Bemerkung, Wilhelm sei keineswegs "der Affe, den unsere Karikaturisten aus ihm gemacht haben".

## Gefangenschaft
Seine Gefangenschaft verbrachte er ab 11. Juni 1916 auf der Zitadelle von Mainz, ab 5. November 1917 dann in Gefangenschaft in Strasburg (Westpreußen) und ab 30. März 1918 im Internierungslager in Interlaken. Er wurde am 4. November 1918 befreit.
Während der Rheinlandbesetzung kehrte Raynal 1920 als Stadtkommandant nach Mainz zurück und residierte dort im Osteiner Hof. Danach diente er in Syrien und schied schließlich als Oberst aus dem Dienst. Seinen Ruhestand verbrachte er in  Boulogne-Billancourt (Hauts-de-Seine) bei Paris zurück. Er starb im Jahre 1939 und wurde in der Division 11 des Cimetière parisien de Bagneux beigesetzt.

## Familie
Sein Sohn, Jacques Raynal, kehrte nach dem Zweiten Weltkrieg als Leutnant an die Wirkungsstätte seines Vaters zurück und lernte seine zukünftige Frau Gisela kennen. Der Enkel Patrick Raynal lebt bis heute in Mainz. Ein älterer Enkel, Frank Raynal, lebte lange Jahre ebenfalls in Mainz, zog später nach La Ciotat in Südfrankreich um und kam während einer Saharadurchquerung ums Leben. Eine Urenkelin, Catherine, Tochter von Patrick, lebt ebenfalls in Mainz.